# فرودگاه محلی ورنال
فرودگاه محلی ورنال  (به انگلیسی: Vernal Regional Airport) (به زبان بومی: Vernal - Uintah County Airport) یک فرودگاه همگانی  با کد یاتا VEL است که یک باند فرود آسفالت دارد و طول باند آن ۱۸۹۰ متر است. این فرودگاه در  کشور ایالات متحده آمریکا قرار دارد و در ارتفاع ۱۶۰۹ متری از سطح دریا واقع شده است.

## شرکت‌های هواپیمایی و مقصدهای پروازی

### مسافری
| شرکت‌های هواپیمایی | مقصدهای پروازی    |
| ----------------- | ----------------- |
| بوتیک ایر         | دنور، سالت‌لیک‌سیتی |

Boutique Air operates both Pilatus PC-12 توربوپراپ and Beechcraft King Air 350 twin-turboprop aircraft on their flights.